# Лисандро Лопес (футболист, р. 1989)
Лисандро Езекиел Лопес (на испански: Lisandro Ezequiel López) е аржентински футболист, защитник, който играе за Бока Хуниорс под наем от Бенфика.

## Кариера
Лопес прави официалния си дебют с Чакарита Хуниорс на 22 август 2009 г. при загубата срещу КА Тигре, в Аржентинската Примера дивисион.
През юли 2010 г. Лопес преминава в Арсенал де Саранди със свободен трансфер, където се утвърждава като титуляр, а отбора печели Клаусура 2012. Неговите изпълнения привличат вниманието на европейски клубове като Арсенал, Милан, Малага КФ и Бенфика Лисабон.
На 10 юли 2013 г. Лопес подписва с португалския клуб Бенфика за 5 години с клауза за откупуване от €35 млн. През сезон 2014/15 г. е титуляр в Бенфика, дебютирайки на 5 октомври 2014 г., при домакинската победа с 4:0 срещу ФК Ароука.
На 15 януари 2018 г. Лопес е преотстъпен на Интер Милано за 6 месеца с опция за закупуване от €9 млн.
На 5 август 2018 г. е преотстъпен на Дженоа до края на сезона.

## Отличия
Арсенал де Саранди
- Примера дивисион: Клаусура 2012
- Суперкопа Аржентина: 2012

Бенфика
- Примейра Лига: 2014/15, 2015/16, 2016/17
- Таса де Португал: 2017
- Таса да Лига: 2015, 2016
- Супертаса Кандидо де Оливейра: 2014, 2016